# Türrschmidt
Türrschmidt oder Türrschmiedt ist der Familienname einer aus Böhmen stammenden und später in Berlin wirkenden Musikerfamilie:
- Johann Jakob Türrschmidt (1723–1800), deutscher Musiker
- Carl Türrschmidt (1753–1797), deutscher Musiker
- Carl Nicolaus Türrschmidt (1776–1862), deutscher Musiker
- Auguste Türrschmidt (1799–1866), deutsche Konzertsängerin und Musikpädagogin
- Albrecht Türrschmiedt (1821–1871), deutscher Keramiker, Baumeister und Amateur-Musiker